# Madeleine de Bourbon-Busset
Madeleine de Bourbon-Busset (Paris, 23 de março de 1898 – Paris, 1 de setembro de 1984) foi a titular Duquesa de Parma e também foi rainha carlista da Espanha como a consorte de Xavier, Duque de Parma e pretendente carlista ao trono espanhol.

## Biografia
Ela nasceu em Paris, França, filha de Georges de Bourbon-Busset, Conde de Lignières (1860-1932), e Marie Jeanne de Kerret-Quillien (1866-1958). Ela era descendente da linha masculina de Louis de Bourbon (1437-1482), Príncipe de sangue, bispo de Liège,  alegadamente por uma ligação com Catherine de Güeldres.

## Casamento
Xavier, e Madeleine se casaram em 12 de novembro de 1927 no castelo de Lignières, em Cher. O casal passou a residir no Bourbonnais, onde Xavier conseguiu terras agrícolas de Madeleine. O casamento não foi aceito como dinástica pelo príncipe  Elias, Duque de Parma (meio-irmão de Xavier, então chefe interino da Casa de Bourbon-Parma).
O casal teve seis filhos:
- Maria Francisca de Bourbon-Parma (19 de agosto de 1928), casou com o príncipe Eduardo de Lobkowicz (1926-2010).
- Carlos Hugo de Bourbon-Parma (8 de abril de 1930 - 18 de agosto de 2010) o ex-pretendente carlista, casou com a princesa Irene dos Países Baixos.
- Maria Teresa de Bourbon-Parma (28 de julho de 1933 - 26 de março de 2020). Vítima de COVID-19.
- Cecilia Maria de Bourbon-Parma (12 de abril de 1935 - 1 de setembro de 2021).
- Marie des Neiges de Bourbon-Parma (29 de abril de 1937).
- Sixto Henrique de Bourbon-Parma (22 de julho de 1940), pretendente carlista.